# Copilia denticulata
Copilia denticulata är en kräftdjursart som beskrevs av Claus 1863. Copilia denticulata ingår i släktet Copilia och familjen Sapphirinidae. Inga underarter finns listade i Catalogue of Life.